# Xã Rushville, Quận Phillips, Kansas
Xã Rushville (tiếng Anh: Rushville Township) là một xã thuộc quận Phillips, tiểu bang Kansas, Hoa Kỳ. Năm 2010, dân số của xã này là 15 người.